# Klippflamlav
Klippflamlav (Pyrrhospora rubiginans) är en lavart som först beskrevs av William Nylander och fick sitt nu gällande namn av Peter Wilfred James och Josef Poelt. 
Klippflamlav ingår i släktet Pyrrhospora, och familjen Lecanoraceae. Arten är reproducerande i Sverige.